# ساز ستاره
ساز ستاره فیلمی به کارگردانی و نویسندگی محرم زینال‌زاده ساختهٔ سال ۱۳۷۳ است.

## خلاصه داستان
«آیت» خانه شاگرد «آراز» نوازنده کهنه‌کار است. او با «ستاره» دختر «آراز» ازدواج می‌کند. جنگ درمی‌گیرد و «آیت» عازم آوردگاه می‌شود. «ستاره» تنهاست و «آیت» آنچه را که در جبهه با گوشت و پوست خود لمس می‌کند برای او می‌نویسد. تمام این خاطرات در تابلوهای «ستاره» نقش می‌بندد. یک شب در میدان مین همه همرزمان «آیت» در کاری قهرمانانه شهید می‌شوند و او با ترکشی در سر به خانه بازمی‌گردد.

## بازیگران
- هوشنگ هیهاوند
- حمیرا ریاضی
- جمشید شاه‌محمدی
- محمدعلی شاهین
- اسداله ایوبی